# Pythonaster pacificus
Pythonaster pacificus is een zeester uit de familie Myxasteridae.
De wetenschappelijke naam van de soort werd in 1979 gepubliceerd door Maureen Downey.